# Funken Lodge

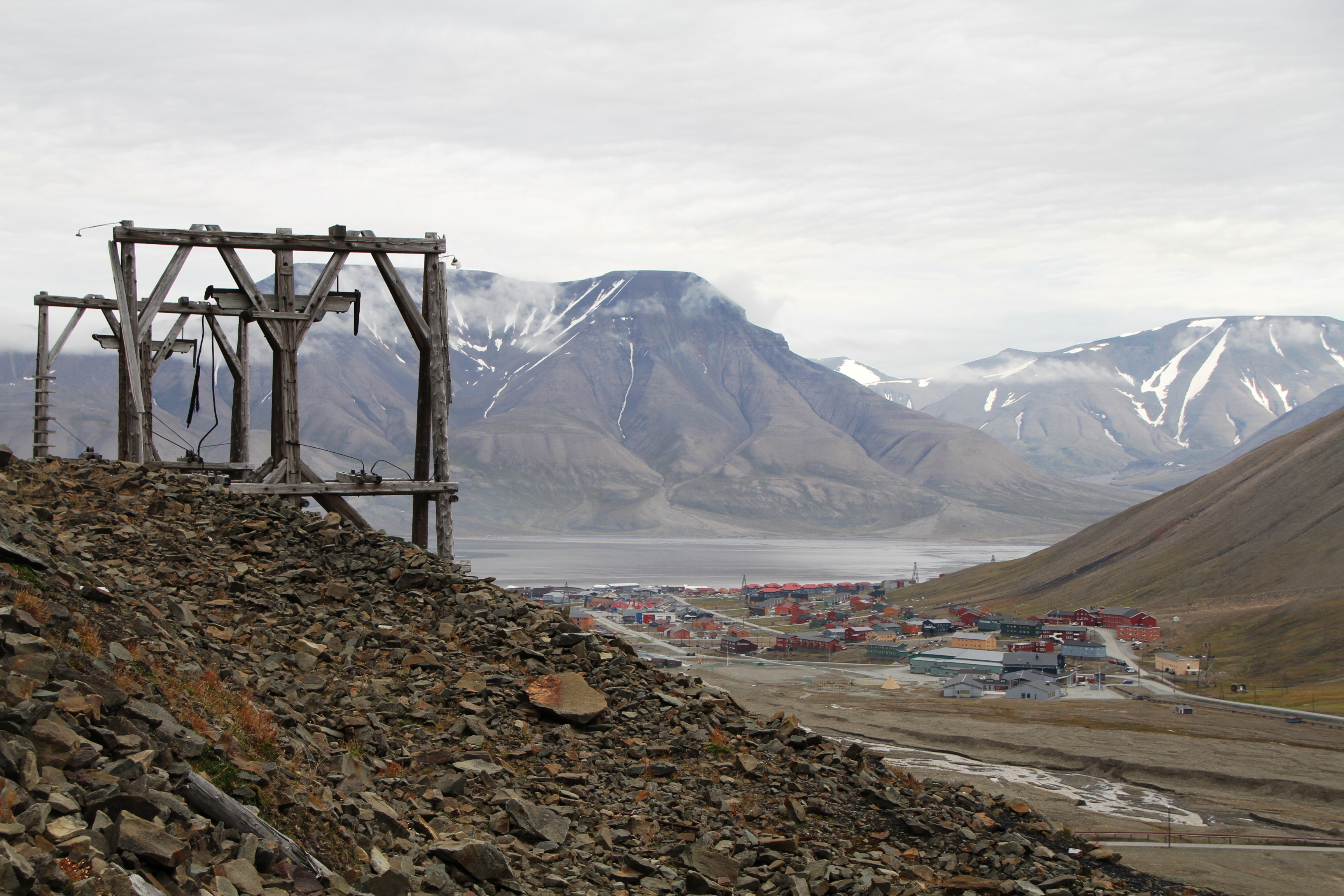
Vy från Sverdrupbyen mot Adventfjorden med Funken Logde på andra sidan av Longyearälven nästan längst till höger i bilden.

Funken Lodge, tidigare Spitsbergen hotel, är ett norskt hotell i Longyearbyen i Svalbard.
Funken Lodge ritades av Jacob Hanssen. Det uppfördes av Store Norske Spitsbergen Kulkompani A/S och stod färdigt 1947. Det byggdes som bostadshus med mäss för tjänstemän utan familj i det nya bostadsområdet Haugen, och fick smeknamnet "Funken" (efter "funktionär"). Det var också gruvföretagets representationshus och Longyearbyens då mest storslagna byggnad. 
Gruvföretaget beslöt under 1980-talet att upphöra med systemet med olika mässar för tjänstemän och arbetare. År 1984 flyttade också den siste tjänstemannen ut ur Funken, varefter funktionärsbyggnaden senare övertogs av Spitsbergen Travel, numera Hurtigruten Travel. Det ändrades till Spitsbergen Hotel med 21 rum, som öppnade 1991. Det var då Longyearsbyens första övernattningsställe för turister, drivet av det nybildade Spitsbergen Travel, numera Hurtigruten Travel. År 1995 öppnades ett andra hotell i Longyearbyens centrum: Polarhotellet, numera SAS Radisson Polar Hotel.
Hotellet renoverades 2017–2018 och namnändrades till "Funken Lodge" i februari 2018.
Funken Lodge har i omgångar renoverats och byggts ut. Sedan 2000 har Funken Lodge 88 rum.